# Leesburg (Virginia)
Leesburg es una localidad del Condado de Loudoun, Virginia, Estados Unidos. Según el censo de 2000 tenía una población de 28.311 habitantes y una densidad de población de 942.3 hab/km².

## Demografía

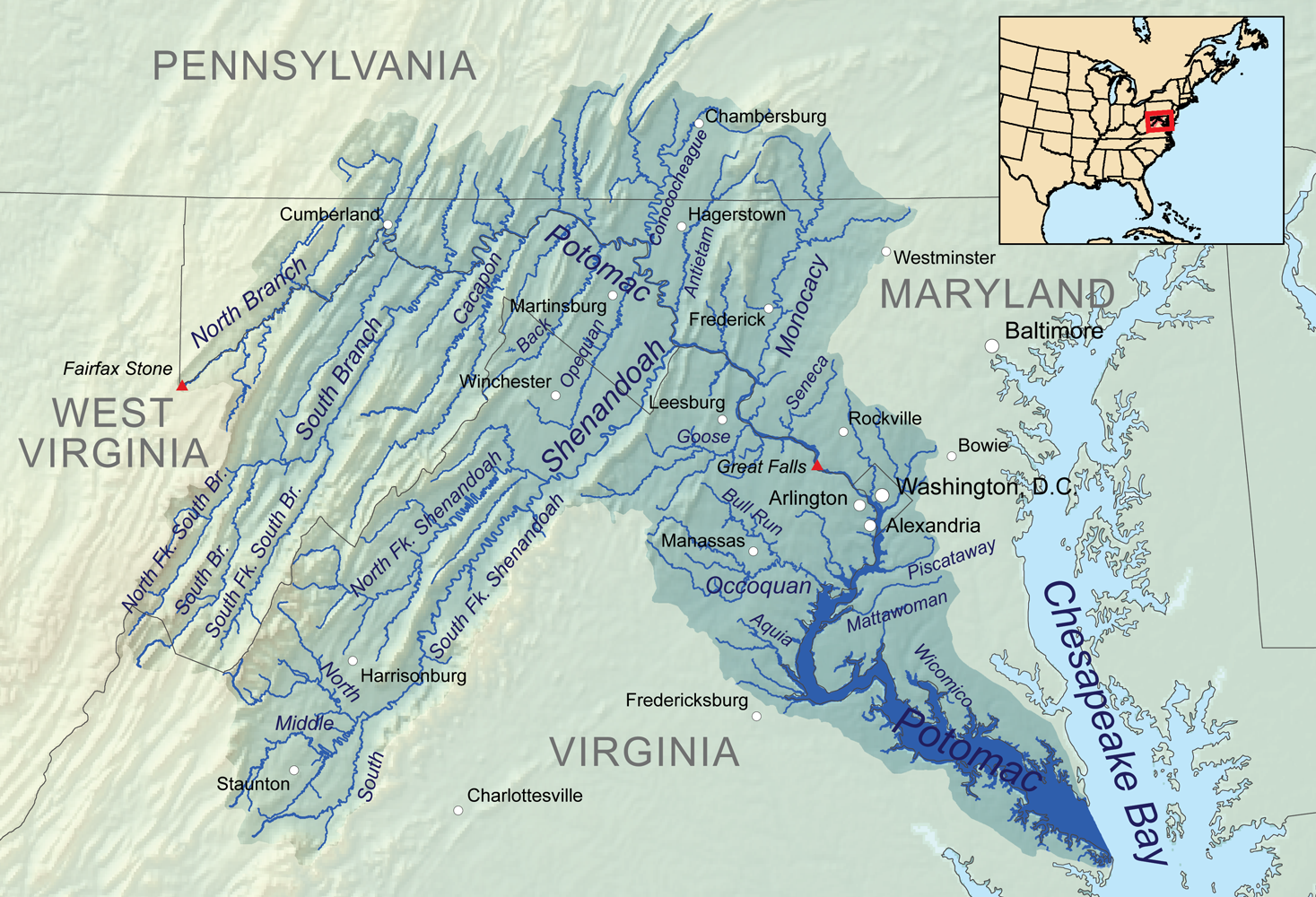
Mapa del río Potomac en el que aparece Leesburg

Según el censo de 2000, había 28.311 personas, 10.325 hogares y 7.258 familias residiendo en la localidad. La densidad de población era de 942,3 hab./km². Había 10.671 viviendas con una densidad media de 355,2 viviendas/km². El 83,29% de los habitantes eran blancos, el 9,20% afroamericanos, el 0,19% amerindios, el 2,61% asiáticos, el 0,03% isleños del Pacífico, el 2,53% de otras razas y el 2,15% pertenecía a dos o más razas. El 5,89% de la población eran hispanos o latinos de cualquier raza.
Según el censo, de los 10.325 hogares en el 41,2% había menores de 18 años, el 57,3% pertenecía a parejas casadas, el 9,7% tenía a una mujer como cabeza de familia y el 29,7% no eran familias. El 22,9% de los hogares estaba compuesto por un único individuo y el 4,5% pertenecía a alguien mayor de 65 años viviendo solo. El tamaño promedio de los hogares era de 2,69 personas y el de las familias de 3,20.
La población estaba distribuida en un 29,4% de habitantes menores de 18 años, un 6,4% entre 18 y 24 años, un 38,9% de 25 a 44, un 19,2% de 45 a 64 y un 6,1% de 65 años o mayores. La media de edad era 33 años. Por cada 100 mujeres había 96,5 hombres. Por cada 100 mujeres de 18 años o más, había 92,9 hombres.
Los ingresos medios por hogar en la localidad eran de 68.861 dólares ($) y los ingresos medios por familia eran 78.111 $. Los hombres tenían unos ingresos medios de 51.267 $ frente a los 35.717 $ para las mujeres. La renta per cápita para la ciudad era de 30.116 $. El 3,6% de la población y el 2,4% de las familias estaban por debajo del umbral de pobreza. El 3,8% de los menores de 18 años y el 8,2% de los habitantes de 65 años o más vivían por debajo del umbral de pobreza.

## Geografía
Según la Oficina del Censo de los Estados Unidos, la localidad tiene un área total de 30,0 km², todos ellos correspondientes a tierra firme.